# Lynda Carter Maybelline Classic 1985
травняbelline Classic 1985 — жіночий тенісний турнір, що проходив на відкритих кортах з твердим покриттям Bonaventure Racquet Club у Форт-Лодердейлі (США). Належав до Світової чемпіонської серії Вірджинії Слімс 1985. Відбувсь ушосте і тривав з 30 вересня до 6 жовтня 1985 року. Перша сіяна Мартіна Навратілова виграла свій другий підряд титул на цьому турнірі.

## Фінальна частина

### Одиночний розряд
Мартіна Навратілова —  Штеффі Граф 6–3, 6–1
- Для Навратілової це був 9-й титул в одиночному розряді за сезон і 108-й — за кар'єру.

### Парний розряд
Джиджі Фернандес /  Робін Вайт —  Розалін Феербенк /  Беверлі Моулд 6–2, 7–5
- Для Фернандес це був 4-й титул в парному розряді за сезон і за кар'єру. Для Вайт це був 2-й титул в парному розряді за сезон і за кар'єру.